# Бошко Ђуричић (пуковник)
Бошко Ђуричић(10. јануар 1950, Врело, Калесија) пуковник Војске Републике Српске и Војске Југославије у пензији. Током Одбрамбено-отаџбинског рата био је командант Тактичке групе Осмаци, 1. Бирчанске лаке пјешадијске бригаде, Дринског корпуса.

## Биографија
Гимназију је завршио 1969. године у Старој Пазови, Војну академију копнене војске, смјер артиљерија, 1973. у Задру, Командно-штабну школу тактике 1987, а генералштабно усавршавање 2001. у Београду. Службовао је у гарнизонима Рума, Бачка Топола и Београд. Службу у Југословенској народној армији завршио је на дужности начелника штаба мјешовите противоклопне артиљеријске бригаде, у чину потпуковника (од 27. јула 1989. године). Испит за чин мајора положио је 1983. У Војсци Републике Српске био је од 17. јуна 1992. до краја 1996, на дужности помоћника начелника Одјељења за оперативно-наставне послове у команди Дринског корпуса. Од 19. јуна 1992. био је командат Тактичке групе Осмаци. У чин пуковника унапријеђен је 16. јуна 1996. Службу је наставио у Војсци Југославије.

## Одликовања
У Југословенској народној армији одликован је: 
- Орденом за војне заслуге са сребрним мачевима,
- Орденом народне армије са сребрном звијездом и
- Орденом заслуга за народ са сребрном звијездом.

А у Војсци Југославије одликован је: 
- Орденом витешког мача I степена.[2]